# Marcel Boulenger
Marcel Jacques Amand Romain Boulenger (París, 9 de septiembre de 1873-Chantilly, 21 de mayo de 1932) fue un deportista francés que compitió en esgrima, especialista en la modalidad de florete. Participó en los Juegos Olímpicos de París 1900, obteniendo una medalla de bronce en la prueba individual.

## Palmarés internacional
| Juegos Olímpicos | Juegos Olímpicos | Juegos Olímpicos  | Juegos Olímpicos   |
| Año              | Lugar            | Medalla           | Prueba             |
| ---------------- | ---------------- | ----------------- | ------------------ |
| 1900             | París (Francia)  | Medalla de bronce | Florete individual |